# Miehlen
Miehlen ist eine Ortsgemeinde im Rhein-Lahn-Kreis in Rheinland-Pfalz. Sie gehört der Verbandsgemeinde Nastätten an.

## Geographie
Miehlen liegt im Miehlener Grund im westlichen Hintertaunus. Mitten durch den Ort entlang der Hauptstraße fließt der Mühlbach. Ein großer Teil der Miehlener Gemarkung wird landwirtschaftlich genutzt. Nur im Osten, rings um Bettendorf, befinden sich Waldungen.
Nachbarorte sind Bettendorf (nordöstlich), Nastätten (südöstlich), Hainau (südwestlich) und Marienfels (nordwestlich).

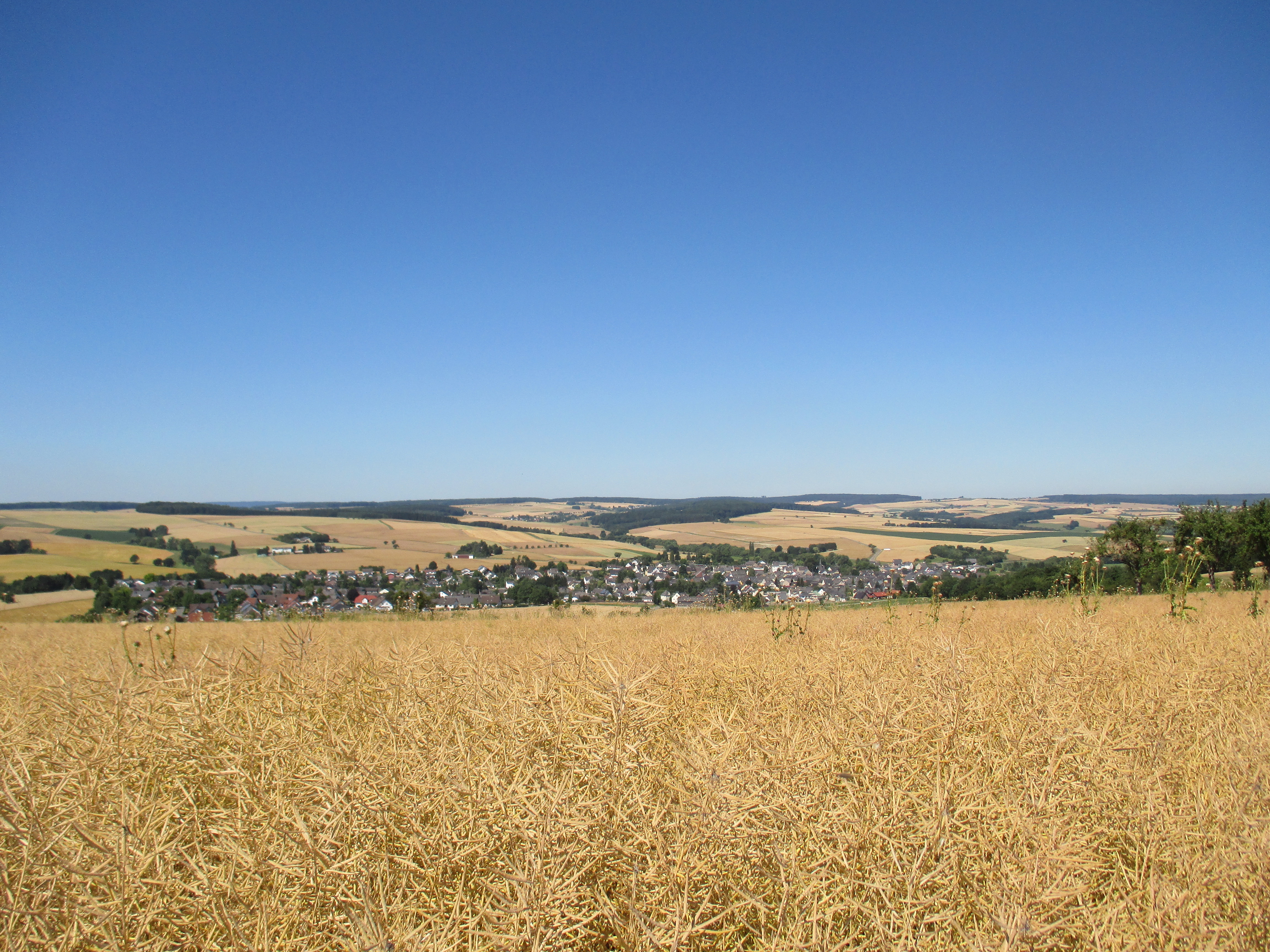
Miehlen von Osten

## Geschichte
Im östlichsten Zipfel der Gemarkung, der bis zur B 260 reicht, lag das römische Kleinkastell Pfarrhofen.
Erstmals urkundlich erwähnt wurde Miehlen 1131, damals als „Milene“.
Miehlen gehörte von 1132 an den Grafen von Laurenburg-Nassau. Ab dem 13. Jahrhundert gehörte es zum „Zweiherrischen“, einem Kondominium, das von Nassau-Weilburg und Nassau-Idstein gemeinsam regiert wurde. 1475 bekam der Ort das Marktrecht, und es gab fünf Mal im Jahr Vieh- und Krammärkte. 1541 wurde im Zweiherrischen und somit in Miehlen die Reformation eingeführt. Während des Dreißigjährigen Krieges 1618–1648 wurde Miehlen schwer verwüstet und war 1635/1636 praktisch ausgestorben. Aus dieser Zeit sind die Tagebücher des evangelischen Pfarrer Plebanus erhalten, der von Plünderungen, Seuchen, Hungersnöten, Grausamkeiten und auch Kannibalismus berichtet.
Miehlen war bis ins 19. Jahrhundert nassauischer Amtssitz.
Das Zweiherrische existierte bis 1803.
1806 wurde das Dorf Teil des Herzogtums Nassau und war Teil des Amtes Nastätten. Nach dem Deutsch-deutschen Krieg 1866 kam es mit dem Herzogtum Nassau zum Königreich Preußen.
Nach dem Ende des Ersten Weltkrieges gehörte Miehlen bis 1929 zur französischen Besatzungszone.
Im Laufe des 28. März 1945 wurde Miehlen von amerikanischen Truppen besetzt und kam dann ebenfalls zur französischen Besatzungszone.
1946 wurde Miehlen Teil des Landes Rheinland-Pfalz. 1969 kam der Ort zum Rhein-Lahn-Kreis.

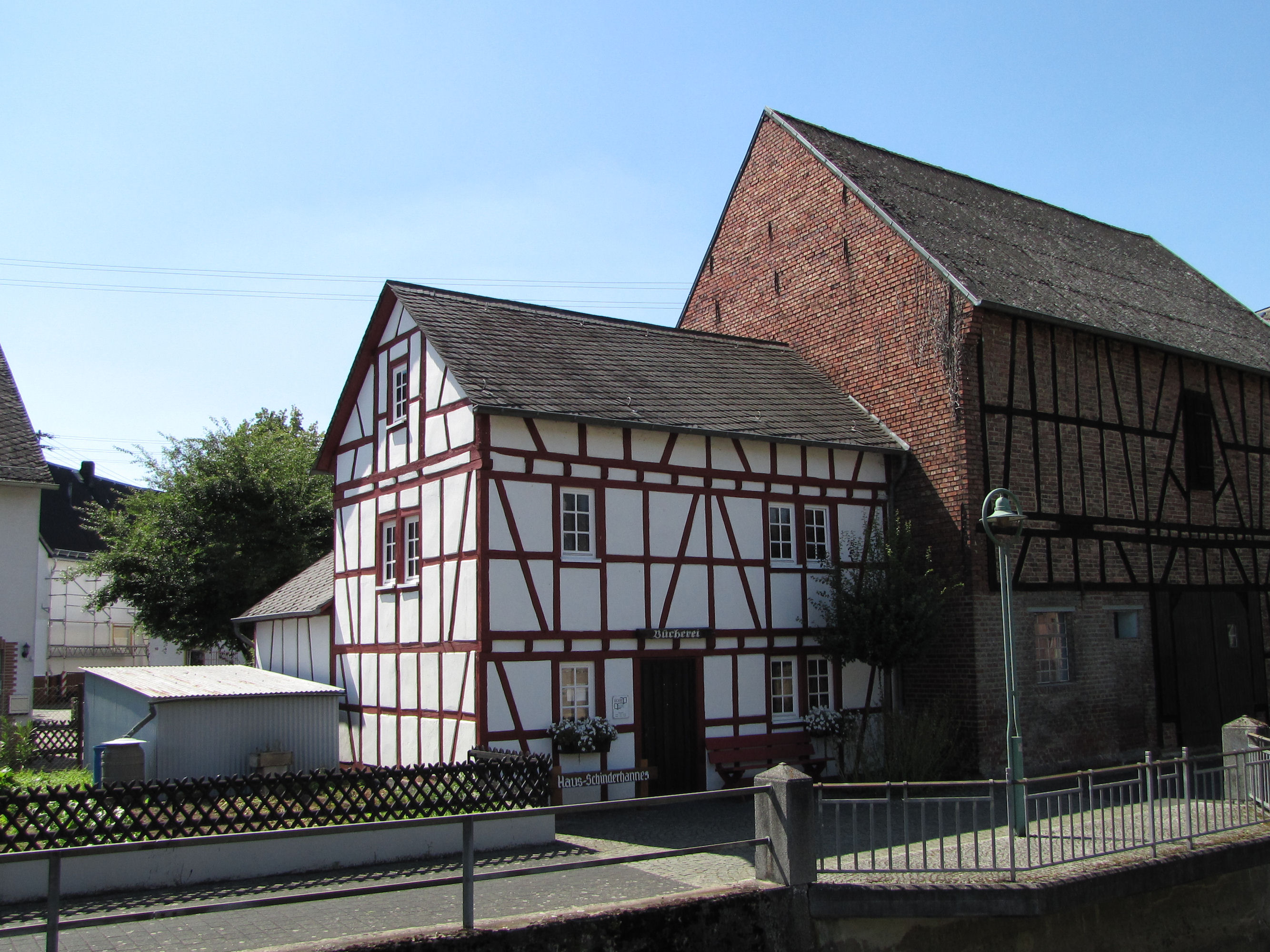
Das Haus Schinderhannes in Miehlen

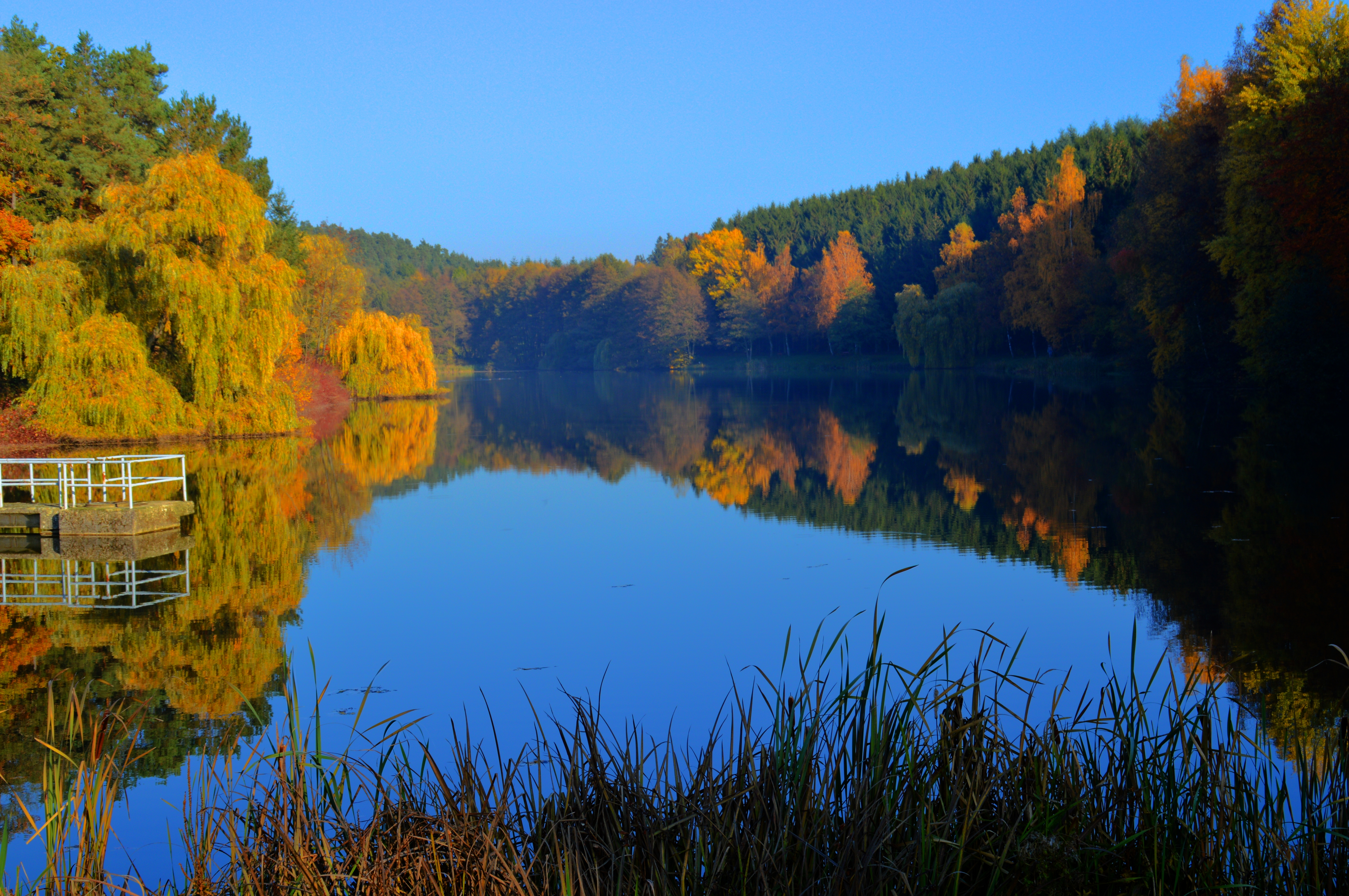
Hauserbacher See (Herbst 2015)

1972 wurde der Ort Teil der Verbandsgemeinde Nastätten.

## Politik

### Gemeinderat
Der Gemeinderat in Miehlen besteht aus 16 Ratsmitgliedern, die bei der Kommunalwahl am 9. Juni 2024 in einer personalisierten Verhältniswahl gewählt wurden, und dem ehrenamtlichen Ortsbürgermeister als Vorsitzendem.
Die Sitzverteilung im Gemeinderat:
| Wahl | SPD | CDU | FWG | Gesamt   |
| ---- | --- | --- | --- | -------- |
| 2024 | 4   | 6   | 6   | 16 Sitze |
| 2019 | 4   | 5   | 7   | 16 Sitze |
| 2014 | 4   | 4   | 8   | 16 Sitze |
| 2009 | 4   | 4   | 8   | 16 Sitze |
| 2004 | 3   | 4   | 9   | 16 Sitze |

- FWG = 1. Freie Wähler Gruppe Miehlen e. V.

### Bürgermeister
Ortsbürgermeister von Miehlen ist André Stötzer. Bei der Direktwahl am 26. Mai 2019 wurde er mit einem Stimmenanteil von 53,40 % gewählt und damit Nachfolger von Ernst-Georg Peiter. Bei der Direktwahl am 9. Juni 2024 wurde er als einziger Bewerber mit 80,3 % für weitere fünf Jahre in seinem Amt bestätigt.

## Kultur und Sehenswürdigkeiten
Zum Vereinsleben gehören die Sportvereine TuS Miehlen 1900 e. V. (mit der Fußballspielgemeinschaft SG Miehlen/Nastätten) und Handballverein Miehlen, der Männergesangverein MGV 1863 Miehlen und der Modellflugclub MFC Schinderhannes.
Seit 2007 gibt es in Miehlen die Möglichkeit, Karate der Stilrichtung Uechi-ryū auszuüben.
Seit 1970 lädt der Hauserbacher See mit vielen Freizeitangeboten wie Angeln, Wandern ein.

## Persönlichkeiten
In Miehlen wurde, nicht zweifelsfrei bestätigt, 1779 Johannes Bückler, besser bekannt als Schinderhannes, geboren.
Walt Disneys deutschstämmige Großmutter Henrietta Catherine Gross wurde in Miehlen geboren.
Martin Schmidt (* 1883 in Miehlen; † 1964 in Frankfurt am Main), evangelischer Pfarrer, Theologe und Hochschullehrer.

## Verkehrsanbindung
Miehlen hatte einen Bahnhof an der Bahnstrecke Oberlahnstein–Nastätten der Nassauischen Kleinbahn.